# Adi Kailash
Adi Kailash, (hindi आदि कैलाश पर्वत), är ett berg i delstaten Uttarakhand, i Indien, som är 5 945 meter högt. Beroende på källa varierar dock det angivna höjden från 5 925 till 6 191 meter över havet. Berget ingår i den del av Himalaya som kallas Kumaon-Himal.
Adi Kailash kallas också Little Kailash (लिटिल  कैलाश), Chhota Kailash (छोटा कैलाश), Jonglingkong Peak (जोंगलिंगकोंग पर्वत) och Baba Kailash (बाबा कैलाश). Berget är närmaste granne till Om Parvat och ingår i Himalaya. Det är beläget i Darchula- och  Pithoragarh-distrikten i delstaten Uttarakhand., i närheten av både den tibetanska och den nepalesiska gränsen.

## Beskrivning
Både Adi Kailash och det näraliggande Om Parvat betraktas som heliga för befolkningen i området. Adi Kalash ligger nära Brahma Parvat och baslägret Jolingkong camp, som blivit basläger för bestigningar av Adi Kalash.
Den näraliggande sjön Parvati Tal speglar Adi Kailash på ett sätt som beskrivits som förtrollande av flera erfarna klättrare. I närheten av baslägret ligger Jolingkong-sjön med ett hinduiskt Shiva-tempel.
Adi Kailash jämförs ofta med sin namne, Kailash, som är beläget i Ngari-prefekturen i Tibet, både vad gäller den omgivande naturen och pilgrimsvandringar i området. Kailash är dock högre, 6 638 meter över havet.

## Klättringshistorik
Det första försöket att bestiga Adi Kailash gjordes 19 september – 14 oktober 2002. Det avslutades endast 200 meter från toppen, på grund av lavinrisk och besvärlig klippterräng. Det var en samexpedition från Indien, Australien, England och Skottland som gjorde toppförsöket, bestående av Martin Moran, T. Rankin, M. Singh, S. Ward, A. Williams och R. Ausden.
Den 8 oktober 2004 gjorde den första lyckade bestigningen av ett amerikansk-brittisk-skotsk expedition. Följande klättrare nådde toppen, så när som på 10 meter, av respekt för det hela berget: Tim Woodward, Jack Pearse, Andy Perkins (England); Jason Hubert, Martin Welch, Diarmid Hearns, Amanda George (Skottland); och Paul Zuchowski (USA).